# Seydou Doumbia
Seydou Doumbia (* 31. prosince 1987, Abidžan) je fotbalový útočník z Pobřeží slonoviny, od března 2020 je bez angažmá; naposledy působil ve švýcarském Sionu. Nastupoval i za fotbalovou reprezentaci Pobřeží slonoviny.

## Reprezentační kariéra
V A-mužstvu Pobřeží slonoviny debutoval 24. 5. 2008 na turnaji Kirin Cup v zápase proti domácímu týmu Japonska (porážka 0:1).
Zúčastnil se Mistrovství světa 2010 v Jihoafrické republice.
Zúčastnil se mj. i Afrického poháru národů 2015 v Rovníkové Guineji, kde se s týmem probojoval do finále proti Ghaně a získal zlatou medaili. Finálové utkání se po výsledku 0:0 rozhodovalo v penaltovém rozstřelu a skončilo poměrem 9:8. Doumbia svůj pokus proměnil.